# 알주니드역

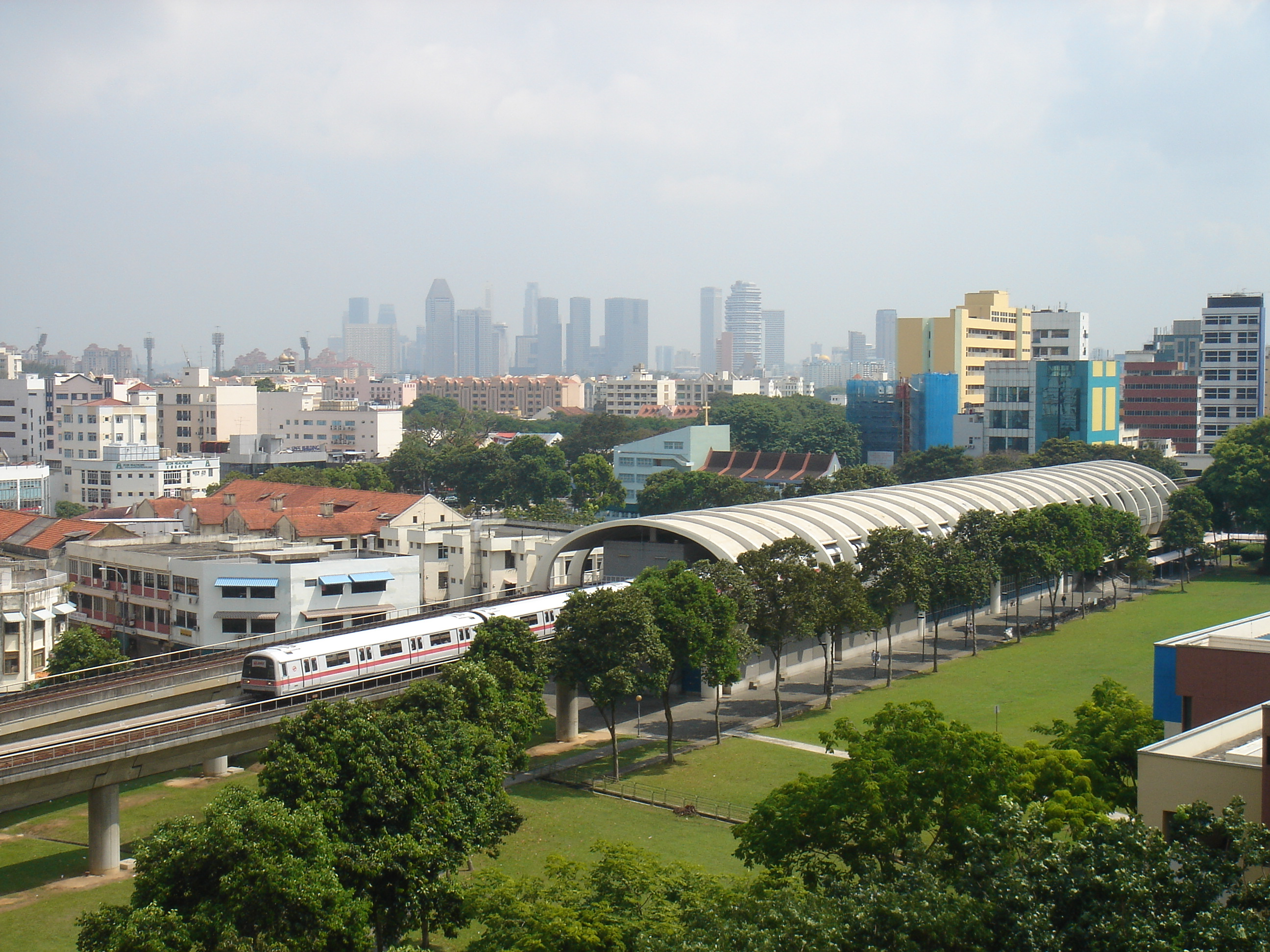

알주니드역(Aljunied MRT station)은 싱가포르 겔랑의 이스트 웨스트 선(EWL)에 있는 지상 MRT(Mass Rapid Transit) 역이다. 알주니드 로드의 이름을 딴 이 역은 주로 겔랑 계획 지역을 구성하는 하위 구역 중 하나인 알주니드에 서비스를 제공한다. EWL에서는 파야레바르역과 칼랑역 사이에 있다.
이 역은 1989년 11월 4일 타나메라역(Tanah Merah)까지의 MRT 동부선 연장의 일부로 개통되었다. 역 외부에는 다른 고가 EWL 역에서도 볼 수 있는 특징적인 돔 모양의 분할 지붕이 있다.